# Claire Mouradian
Pour les articles homonymes, voir Mouradian.
Claire Mouradian, est une historienne française d'origine arménienne spécialisée dans l'histoire et la géopolitique du Caucase et, plus spécifiquement, dans l'histoire de l'Arménie et de la diaspora arménienne. 
Elle explore dans ses travaux les relations inter-ethniques dans la région du Caucase, les migrations et la position des minorités.

## Biographie
Née en 1951, Claire Mouradian est directrice de recherche au CNRS et enseigne à l'EHESS ; elle y participe notamment au Centre de recherche historique en tant que membre associé, et au groupe de recherche en histoire arménienne (GRHA). Elle est en outre responsable de l'équipe « Caucase » du Centre d'études des Mondes russe, caucasien et centre-européen (CERCEC) de l'EHESS.
Claire Mouradian a soutenu une thèse en histoire sur l'Arménie soviétique de la mort de Staline en 1982 ; dès 1984, elle a enseigné la civilisation arménienne à l'INALCO.

## Publications (sélection)

### Ouvrages
- Caucase, terres d'empire, éd. Armand Colin, Paris, 2005.
- Les massacres des Arméniens : le meurtre d'une nation (1915-1916), éd. Payot, Paris, 2005  (ISBN 2228898724) (directrice de la réédition critique du texte d'Arnold Joseph Toynbee).
- L'Arménie, Presses universitaires de France, Paris, 2002 (coll. Que sais-je ? no 851, 3e édition)  (ISBN 213047327X) (réécriture de l'ouvrage homonyme paru en 1959 sous la plume de Jean-Pierre Alem).
- De Staline à Gorbatchev : Histoire d'une république soviétique, l'Arménie, Ramsay, coll. « Document », 1990, 475 p. (ISBN 978-2859568375, BNF 35095081)

### En collaboration
- avec Denis Peschanski et Astrig Atamian, Manouchian : Missak et Mélinée Manouchian, deux orphelins du génocide des arméniens engagés dans la Résistance française, Éditions Textuel, 2023, 192 p. (ISBN 978-2845979611)
- avec Raymond Kévorkian et Yves Ternon, Le génocide des Arméniens de l'Empire ottoman, Mémorial de la Shoah, 2015, 50 p. (ISBN 978-2-916966-72-4, BNF 44326033)
- avec Anouche Kunth, Les Arméniens en France : Du chaos à la reconnaissance, Éditions de l'attribut, coll. « Exils », 2010, 168 p. (ISBN 978-2-916-00218-7)
- Loin de l'Ararat… : les petites Arménies d'Europe et de Méditerranée, les Arméniens de Marseille, éd. Hazan, 2007  (ISBN 978-2754102230) (participation ; autres auteurs : Florence Pizzorni-Itié et Myriame Morel-Deledalle).
- Arménie, une passion française : le mouvement arménophile en France, 1878-1923, éd. Magellan et Cie, 2007  (ISBN 978-2350740720) (participation ; ouvrage collectif).
- 1915 : j'avais six ans en Arménie, éd. L'Inventaire, Paris, 2007  (ISBN 9782910490935) (participation ; auteure principale : Virigine-Jija Mesropian).
- Le génocide des Arméniens (100 réponses sur), éd. Tournon, 2005  (ISBN 2914237413) (avec Anne Dastakian).
- Le livre noir du colonialisme, XVIe siècle, de l’extermination à la repentance, éd. Robert Laffont, Paris, 2003 (contribution : chapitre "Les Russes au Caucase", ouvrage collectif sous la dir. de Marc Ferro).
- Ailleurs, hier, autrement : connaissance et reconnaissance du génocide des Arméniens, numéro spécial de la Revue d’histoire de la Shoah, no 177-178, janvier-août 2003, coordination en collaboration avec Georges Bensoussan et Yves Ternon  (ISBN 978-2850566400).
- Histoire des Arméniens, éd. Privat, Toulouse, 3e édition, 2003, (chapitre : L'Arménie soviétique, 1920-1980, en collaboration avec Marc Ferro ; ouvrage collectif sous la direction de Gérard Dedeyan).
- Les massacres de Diarbékir : correspondance diplomatique du vice-consul de France, 1894-1896, éd. L'Inventaire, Paris, 2000 (présentation et annotation ; contributeur : Michel Durand-Meyrier ; auteur : Gustave Meyrier).
- Arménie : 3000 ans d'histoire, MJCA, Marseille-Venise, 1988 (ouvrage collectif, autres auteurs : Raymond Haroutioun Kévorkian et Jean-Pierre Mahé).